# Dorcopsulus macleayi
Wallaby de Macleay, Dorcopsis de Macleay
Espèce
Répartition géographique
Statut de conservation UICN

 LC  : Préoccupation mineure
Le Wallaby de Macleay ou Dorcopsis de Macleay (Dorcopsulus macleayi) est une espèce de marsupiaux de la famille des Macropodidae. Il est endémique de Papouasie-Nouvelle-Guinée. Son habitat naturel est les forêts tropicales et subtropicales sèches. Il est menacé par la disparition de son habitat.